# Tour della nazionale maschile di rugby a 15 dell'Australia 2013
Il tour della Nazionale australiana di rugby a 15 si tenne in Europa nel novembre 2013.
Esso prevedeva cinque test match, quattro dei quali contro le altrettante Union delle Isole Britanniche (nell'ordine Inghilterra, Irlanda, Scozia e Galles più uno a Torino contro l'Italia.
Il bilancio complessivo fu di una sconfitta contro l'Inghilterra, che così rese vano fin dall'inizio del tour il tentativo di conquista del Grande Slam, e di quattro vittorie.

## Risultati
| Arbitro: | George Clancy |

|                             |      |                 |
| 49' Robshaw, 57' O. Farrell | mt   | 30' Toomua      |
| 50' e 57' O. Farrell        | tr   | 30' Cooper      |
| 3' e 28' O. Farrell         | c.p. | 9' e 34' Cooper |

| Arbitro: | Glen Jackson |

|                                      |      |                                                                                      |
| 12' McLean, 62' Cittadini, 79' Allan | mt   | 16' Mowen, 22' Kuridrani, 31' e 50' Cummins 58' Ashley-Cooper, 66' Tomane, 68' Folau |
| 12' Di Bernardo                      | tr   | 16', 22', 50' e 58' Cooper, 67' e 70' Lealiʻifano                                    |
| 3' Di Bernardo                       | c.p. | 65' Lealiʻifano                                                                      |

| Arbitro: | Chris Pollock |

|                                 |      |                                           |
|                                 | mt   | 18' Cummins, 24' e 67' Hooper, 47' Cooper |
|                                 | tr   | 18', 47' e 67' Cooper                     |
| 12', 30', 33', 39' e 57' Sexton | c.p. | 9' e 50' Cooper                           |

| Arbitro: | Jaco Peyper |

|                                |      |                              |
|                                | mt   | 26' Folau, 42' Feauai-Sautia |
|                                | tr   | 26' Lealiʻifano              |
| 5', 10', 29, 36' e 48' Laidlaw | c.p. | 2', 22' e 50' Lealiʻifano    |

| Arbitro: | Wayne Barnes |

|                                       |      |                                        |
| 1' e 59' North                        | mt   | 18' Lealiʻifano, 36' Folau, 48' Tomane |
| 2' Halfpenny, 59' Biggar              | tr   | 20', 37' e 48' Lealiʻifano             |
| 11' e 17' Halfpenny, 30' e 68' Biggar | c.p. | 13', 43' e 52' Lealiʻifano             |